# Oguta
Oguta este un oraș din Nigeria.

## Climă
| Date climatice pentru Oguta | Date climatice pentru Oguta | Date climatice pentru Oguta | Date climatice pentru Oguta | Date climatice pentru Oguta | Date climatice pentru Oguta | Date climatice pentru Oguta | Date climatice pentru Oguta | Date climatice pentru Oguta | Date climatice pentru Oguta | Date climatice pentru Oguta | Date climatice pentru Oguta | Date climatice pentru Oguta | Date climatice pentru Oguta |
| Luna                        | Ian                         | Feb                         | Mar                         | Apr                         | Mai                         | Iun                         | Iul                         | Aug                         | Sep                         | Oct                         | Nov                         | Dec                         | Anual                       |
| --------------------------- | --------------------------- | --------------------------- | --------------------------- | --------------------------- | --------------------------- | --------------------------- | --------------------------- | --------------------------- | --------------------------- | --------------------------- | --------------------------- | --------------------------- | --------------------------- |
| Maxima medie °C (°F)        | 32,5 (90.5)                 | 34 (93)                     | 33,4 (92.1)                 | 32,5 (90.5)                 | 31 (88)                     | 29,8 (85.6)                 | 28,6 (83.5)                 | 28,5 (83.3)                 | 29,1 (84.4)                 | 30,1 (86.2)                 | 31,6 (88.9)                 | 32 (89.6)                   | 31,09 (87,97)               |
| Minima medie °C (°F)        | 21 (70)                     | 23 (73)                     | 23,6 (74.5)                 | 23,5 (74.3)                 | 22,9 (73.2)                 | 22,5 (72.5)                 | 22,3 (72.1)                 | 22,3 (72.1)                 | 22,1 (71.8)                 | 22 (72)                     | 22,3 (72.1)                 | 21,2 (70.2)                 | 22,4 (72)                   |
| Precipitații mm (inches)    | 18 (0.7)                    | 41 (1.6)                    | 112 (4.4)                   | 170 (6.7)                   | 236 (9.3)                   | 274 (10.8)                  | 340 (13.4)                  | 269 (10.6)                  | 356 (14)                    | 262 (10.3)                  | 69 (2.7)                    | 15 (0.6)                    | 2.162 (85,1)                |
| Sursă: Weatherbase          |                             |                             |                             |                             |                             |                             |                             |                             |                             |                             |                             |                             |                             |